# Vincent Van Ghoul
Vincent Van Ghoul es un personaje ficticio perteneciente a la franquicia de Scooby-Doo y destacado por ser un ayudante destacado de la pandilla, además de que actúa como una parodia de Vincent Price, incluso llegó a ser interpretado por el mismo actor. Aparece como uno de los protagonistas en la serie animada Los 13 fantasmas de Scooby-Doo! y como personaje secundario en la reciente serie de 2010: Scooby-Doo! Misterios S.A.

## Apariencia y Personalidad
Van Ghoul a simple vista es reconocido como un hombre longevo que refleja fácilmente por sus patillas canosas y rostro envejecido. Pero sobre todo muy elegante y con un aire aterrador. Viste la mayor parte de las veces una larga capa y vestimentas negras. Es muy observador y analítico, ya que fue capaz de predecir tragedias desatadas por los mejores amigos Scooby-Doo y Shaggy. Su serenidad y valentía lo convierten en el mentor y guía de Scooby y Shaggy, pues a pesar de conocer la torpeza de los chicos,
```
Van Ghoul descarga su confianza en ellos desde el momento que les da la tarea de atrapar a los 13 fantasmas del cofre del demonio. Afirmándoles de manera casi acusable: 
"Por que ustedes los liberaron"
.
```

En la serie Mystery Incorporated Van Ghoul es el equivalente de Vincent Price y se le ve protagonizando un sinnúmero de películas de terror. Por ello su personalidad se ve modificada para lucir más como un actor ambicioso y algo cobarde, a diferencia e su actuación en sus películas en blanco y negro.

## Poderes y Habilidades
Van Ghoul es un brujo y experto hechicero y domina mucha magia que le permite ser de ayuda a la hora de capturar a los fantasmas del cofre del demonio. Posee un amplio conocimiento en lo sobrenatural y lo oculto. 

## Curiosidades
- Tiene un cierto parecido con el súper héroe de Marvel el  Dr Strange.
- El personaje de Vincent Van Ghoul está inspirado en el famoso actor Vincent Price.
- El nombre de este personaje, parece haber sido inspirado en el pintor Vincent Van Gogh.